# Разанг
Раза́нг (фр. Razengues) — коммуна во Франции, находится в регионе Юг — Пиренеи. Департамент — Жер. Входит в состав кантона Л’Иль-Журден. Округ коммуны — Ош.
Код INSEE коммуны — 32339.

## География

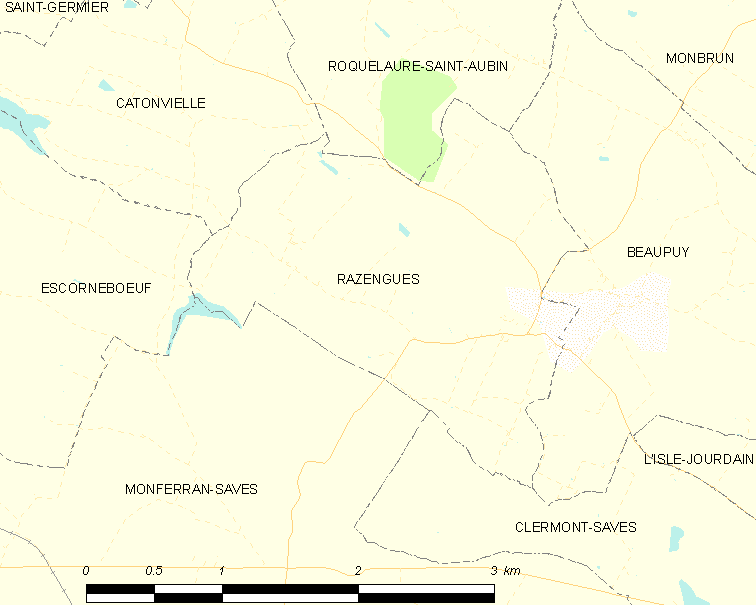
Карта коммуны

Коммуна расположена приблизительно в 590 км к югу от Парижа, в 37 км западнее Тулузы, в 34 км к востоку от Оша.
На западе коммуны протекает река Саррампьон.

## Климат
Климат умеренно-океанический. Лето жаркое и немного дождливое, температура часто превышает 35 °С. Зимой часто бывает отрицательная температура и ночные заморозки. Годовое количество осадков — 700—900 мм.

## Население
Население коммуны на 2010 год составляло 189 человек.
| 1962 | 1968 | 1975 | 1982 | 1990 | 1999 | 2010 |
| ---- | ---- | ---- | ---- | ---- | ---- | ---- |
| 103  | 96   | 95   | 84   | 93   | 104  | 189  |

## Администрация
| Период | Период | Фамилия      | Партия | Примечания |
| ------ | ------ | ------------ | ------ | ---------- |
| 1977   | 2001   | Жорж Амбруаз |        |            |
| 2001   | 2014   | Ив Дрюйе     |        |            |
| 2014   | 2020   | Одре Бише    |        |            |

## Экономика
В 2010 году среди 126 человек трудоспособного возраста (15-64 лет) 93 были экономически активными, 33 — неактивными (показатель активности — 73,8 %, в 1999 году было 73,1 %). Из 93 активных жителей работали 93 человека (50 мужчин и 43 женщины), безработных не было. Среди 33 неактивных 11 человек были учениками или студентами, 11 — пенсионерами, 11 были неактивными по другим причинам.